# Pusher II
Pusher II ist ein dänisches Drogendrama von 2004 mit dem Untertitel Respect. Regie führte Nicolas Winding Refn. Er ist die Fortsetzung des Films Pusher, der acht Jahre vorher erschien. Mads Mikkelsen übernahm diesmal die Hauptrolle, wieder als Tonny. Zlatko Burić übernahm eine Nebenrolle.

## Handlung
Kleinganove Tonny ist gerade aus dem Gefängnis entlassen worden und versucht, sein Leben wieder auf die Reihe zu bekommen. Vor allem aber will er den Respekt seines Vaters, einem stadtbekannten Gangster und Autoschieber, gewinnen. Doch zunächst muss er 3.000 Kronen Schutzgeld an einen Mithäftling zurückzahlen, was vom Vater, genannt „Der Schmied“, nicht gut aufgefasst wird. Er findet jedoch zeitweise Anstellung in der Autowerkstatt seines Vaters. Der Schmied hat aus seiner zweiten Ehe einen zweiten Sohn, den jungen Waldemar, welchen er offen Tonny vorzieht.
Am Abend nach seiner Entlassung besucht er ein Bordell um sich dort mit gleich zwei Frauen zu vergnügen, bekommt jedoch, trotz längeren Versuchens, keinen hoch, worüber sich die beiden Damen sehr amüsieren. Als er frustriert das Bordell verlässt, sieht er auf der Straße einen Ferrari, aus dem gerade ein streitendes Paar aussteigt. Tonny nutzt die Gelegenheit, klaut den Wagen und fährt ihn zur Werkstatt. Er will damit seinen Vater beeindrucken, doch der Schmied weist ihn nur wieder ab und fordert ihn auf, den Wagen sofort wieder zurückzubringen.
Tony „bewährt“ sich jedoch anschließend, als er mit anderen aus Schmieds Bande erfolgreich mehrere BMWs aus einem Autohaus klaut.
Zudem muss Tonny feststellen, dass er mit der drogensüchtige Charlotte auf, mit welcher er einmal Sex hatte, einen Sohn hat. Tonny nimmt den Säugling zwar als sein Kind an, streitet sich aber weiter mit Charlotte um den Unterhalt und wer auf das Kind aufpasst.
Daraufhin taucht Tonnys Freund „Kurt, die Möse“ in der Werkstatt auf und bittet Tonny, ihm bei einem Kokain-Deal den Rücken freizuhalten. Tonny willigt ein und der Deal findet in einem Hotelzimmer statt. Es erscheint Milo (bekannt aus dem ersten Film), der – statt Kokain – jedoch nur Heroin dabei hat. Nach einem Streit willigt Kurt ein und verschwindet mit dem Heroin auf dem Klo. Es klopft an der Tür und Kurt denkt, die Polizei wäre da. Im Affekt spült er das Heroin das Klo herunter. Ohne Geld und ohne Heroin steht Kurt vor einem weiteren Problem: Er hatte Tonny nicht erzählt, dass er das Geld von Tonnys Vater geborgt hatte und dass Tonny für ihn bürgt. Kurt gesteht ihm das und sie überlegen, was zu tun ist. Sie beschließen, herumzuerzählen, dass Kurt in seiner Wohnung überfallen worden sei. Um die Geschichte anschaulicher zu gestalten, besorgt Tonny eine Pistole und Kurt lässt sich in den Arm schießen.
Als Tonny seine Mutter besuchen will, erfährt er, dass diese während seiner Inhaftierung verstorben ist. 
Auf der Hochzeitsfeier von Tonnys Arbeitskollegen Ø erniedrigt Tonnys Vater ihn, indem er eine Rede hält, in welcher er unterschwellig klarmacht, dass Ø alles sei, was man sich in einem Sohn wünschen könne und alles was Tonny nicht ist. Die Festivitäten sind schon seit einiger Zeit im Gange und Tonny begibt sich, unter Kokaineinfluss stehend, in die Küche des Restaurants. Dort trifft er Charlotte zusammen mit Gry, Øs Braut an, während sie gerade Kokain schniefen. Er fordert Charlotte mehrmals auf, das mittlerweile weinende Baby nach Hause zu bringen, aber diese weist ihn ab. Tonny wird wütend und versucht, Charlotte zu erwürgen. Er kann nach einiger Zeit von Ø und anderen Männern überwältigt werden.
Draußen vor der Türe sitzend trifft er Kurt an. Dieser sagt ihm, Tonny solle jetzt nicht zu seinem Vater gehen, weil dieser gerade sehr wütend sei. Kurt bittet Tonny, ihm dabei zu helfen, seine Wohnung zu verwüsten, um die Geschichte mit dem Überfall glaubwürdig zu gestalten. Tonny willigt ein und sie zerschlagen ein paar Sachen in Kurts Wohnung. Kurts Freundin taucht auf und Kurt verpasst ihr einen Schlag auf den Hinterkopf, um das Ganze noch realistischer zu gestalten. Tonny will mit Mord nichts zu tun haben und flieht zurück zur Hochzeitsfeier. Die Gesellschaft hat sich mittlerweile aufgelöst und er trifft seinen Vater und einige Männer an. Sein Vater fragt, wo Kurt sei. Tonny sagt, er wisse es nicht und sie fahren mit dem Auto los, um ihn zu finden.
Als sie Kurt nicht seiner Wohnung antreffen, eröffnet der Vater Tonny, dass Kurts Schulden nun seine Schulden seien. Da Tonny kein Geld hat, bittet er seinen Vater, die Schulden anderweitig zu begleichen. Der Schmied bietet ihm daraufhin an, dass er Jeanette, seine zweite Ex-Frau, die Mutter des kleinen Waldemars zu ermorden, da er befürchtet, dass sie ihm das Sorgerecht für den Jungen wegnehmen könnte.
Tonny bricht zu dem Etablissement auf, wo Jeanette als Prostituierte arbeitet. Er trifft Jeannette an und gibt sich als Kunde aus, bringt es aber nicht über sich, sie umzubringen. Als er zu seinem Vater in die Werkstatt fährt und ihm dies beichtet, wird dieser wütend. Der Schmied ohrfeigt Tonny mehrmals, bespuckt ihn und verstößt ihn. In Wut und Trauer über diese Ablehnung ersticht Tonny seinen Vater mit einem Schraubenzieher.
Tonny bricht zur Wohnung von Ø auf, trifft aber nur Charlotte, Gry und das Kind an. Nach einiger Zeit verlässt Charlotte die Wohnung und Gry verschwindet im Bad. Tonny stiehlt Geld aus Grys Handtasche und will die Wohnung auch verlassen, nimmt aber nach kurzer Überlegung seinen Sohn mit. Er setzt sich mit dem Säugling in einen Bus und flieht aus der Stadt. Die letzte Einstellung zeigt den Schriftzug „Respect“, welcher auf Tonnys Hinterkopf tätowiert ist.

## Kritiken
„Regisseur Refn besetzte viele Rollen mit echten Straftätern. Und Mikkelsen ringt dem toughen Tonny ungeahnte Facetten ab. Fazit: Großes Kino aus dem kleinen Dänemark.“

„Wer dänische Filme, welche im kriminellen Milieu spielen, mag, der ist bei diesem Film bestens aufgehoben. Für actionverwöhnte und Action erwartende Zuschauer ist dieser Film nur bedingt geeignet, da das große Feuerwerk ausbleibt. Der Film hat so etwas auch nicht nötig, da er von den Charakteren, ihrer Geschichte und ihren Interaktionen lebt. Und dies macht er auch sehr gut.“

„Ein rauer, aggressiver und lauter Film ohne ausgeprägten Spannungsbögen, der mit seinem Protagonisten durch eine düstere Welt driftet. Die schonungslose (Milieu-)Studie sprengt den Rahmen des Genres und konturiert einen Außenseiter, der ohne wirkliche Hoffnung durch sein Leben irrt.“

## Auszeichnungen
- 2005: Bodil, Bester Hauptdarsteller für Mads Mikkelsen
- 2005: Robert, Bester Hauptdarsteller für Mads Mikkelsen

## Hintergrund
- Regisseur Refn besetzte viele Nebenrollen mit Laiendarstellern, die er durch ein sogenanntes „Streetcasting“ rekrutierte.[5]

## Deutsche Synchronfassung
Die deutsche Synchronbearbeitung entstand bei der Galileo Medien AG in Berlin. Frank Schaff führte Dialogregie.
| Darsteller           | Deutscher Sprecher | Rolle       |
| -------------------- | ------------------ | ----------- |
| Mads Mikkelsen       | Lutz Schnell       | Tonny       |
| Leif Sylvester       | Axel Lutter        | der Schmied |
| Anne Sørensen        | Bianca Krahl       | Charlotte   |
| Kurt Nielsen         | Michael Iwannek    | Mösen-Kurt  |
| Karsten Schrøder     | Jan-David Rönfeldt | Røde        |
| Zlatko Burić         | Adrian Kostré      | Milo        |
| Øyvind Hagen-Traberg | Jan-David Rönfeldt | Ø           |

## Fortsetzung
- Aufgrund des Erfolges wurde noch Pusher 3 gedreht, der 2005 erschien. Zlatko Burić war der Hauptdarsteller.